# Feminizm w Polsce
Feminizm w Polsce rozwijał się od początków XIX w. i jest ściśle związany z historią kobiet w Polsce
Podobnie jak w innych krajach, „feminizm” jest określeniem z końca XIX w. Wcześniej ruch ten określany był jako ruch kobiecy, ruch emancypacyjny czy sufrażyzm.  

## Historia

### Początki

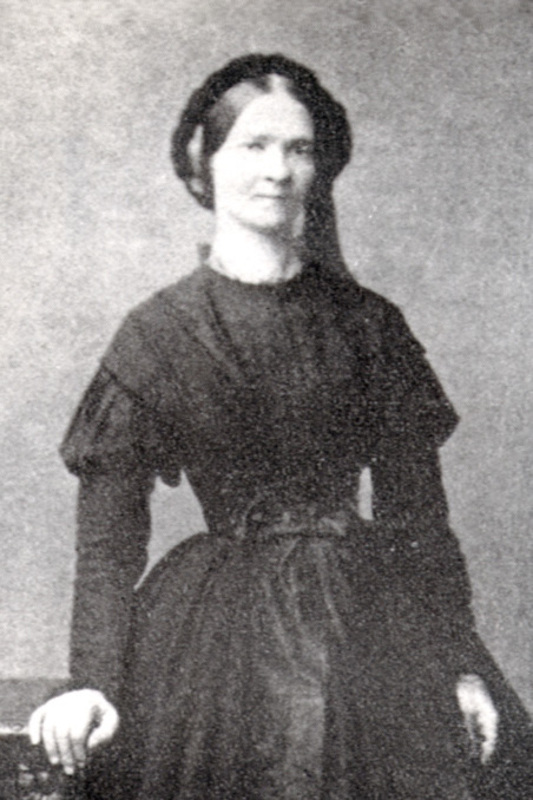
Narcyza Żmichowska, uważana za jedną z prekursorek feminizmu w Polsce

Początki ruchu kobiecego datowane są na pierwsze dekady XIX w. W 1819 Klementyna z Tańskich Hoffmanowa napisała Pamiątkę po dobrej matce, zapowiadającą program ruchu kobiecego. Chociaż autorka odżegnywała się później od postulatów emancypacyjnych i głosiła, że Polki powinny być pomocą mężczyzn, pełniąc rolę matek i żon, to z drugiej strony podkreślała konieczność kształcenia kobiet.  
Program Hoffmanowej został jednak porzucony przez kolejne pokolenia kobiet jako że ograniczał aktywność kobiet jedynie do kręgu rodziny. W okresie międzypowstaniowym, pod wpływem francuskich idei „proto-feministycznych” (twórczość George Sand i czasopisma dla kobiet La Gazette des Femmes) formuje się środowisko kobiece, związane z czasopismem Przegląd Naukowy, w którym pojawiają się pierwsze teksty wprost emancypacyjne. Z pismem związana była pisarka Narcyza Żmichowska, która stała się też czołową postacią warszawskiej grupy „entuzjastkek”, zajmujących się działalnością edukacyjną i polityczną (spiskową). Krąg entuzjastek postulował znacznie aktywniejszy udział kobiet w życiu społecznym. Kobiety były autorkami tekstów publicystycznych, naukowych i popularnonaukowych, a także uczestniczyły w działalności konspiracyjnej i organizacyjnej (w szczególności: prowadzenie szkół).  
W okresie tym działała również pierwsza polska filozofka, Eleonora Ziemięcka, związana z konserwatywną koterią Petersburską. W swoich Myślach o wychowaniu kobiet (1843), twierdziła, że najważniejszym celem kształcenia kobiet jest formowanie ich człowieczeństwa, a dopiero potem – kobiecości.  

### Okres pozytywizmu
Wraz z wzrostem wykształcenia, samodzielności i aktywności społecznej kobiet w drugiej połowie XIX w., weszły one (obok spauperyzowanej szlachty i asymilujących się żydów) w skład nowej klasy społecznej: inteligencji.  
Wzrost aktywności ruchu kobiecego nastąpił w latach 70. XIX w., wraz z tendencjami pozytywistycznymi. Bardzo dużą popularnością cieszyły się tłumaczone prace Henry’ego Thomasa Buckle’a (Wpływ kobiet na rozwój wiedzy, 1867) i Johna Stuarta Milla (Poddaństwo kobiet, 1870, 1886). W programie ruchu kobiecego w tym okresie znajdowało się zrównanie statusu kobiet i mężczyzn pod względem prawnym, upowszechnienie edukacji wśród kobiet i umożliwienie im studiów wyższych. Ten ostatni postulat udało się stopniowo zaprowadzić od końca XIX w.  
W okresie tym zaczynają wychodzić nowe czasopisma podejmujące tematykę emancypacyjną, m.in. „Bluszcz” (od 1865), „Przegląd Tygodniowy” (od 1866) czy „Niwa” (od 1872). Do ważnych tekstów tej epoki należy artykuł Adama Wiślickiego Niezależność kobiety („Przegląd Tygodniowy”, 1867), inspirowana Millem książka Edwarda Prądzyńskiego O prawach kobiety (1873), liczne prace Elizy Orzeszkowej (szczególnie Kilka słów o kobietach, 1871) oraz Sprawa kobieca Ludwika Krzywickiego (druk w odcinkach w „Prawdzie”, w 1889). Stanowisko emancypacyjne stało się w tym okresie radykalniejsze. Krytykowano wcześniejsze działaczki ruchu kobiecego za ich ugodowość i brak wyrazistości. Np. Aleksander Świętochowski krytykował książki K. z Tańskich-Hoffmanowej, które jego zdaniem przekształcały kobiety w niewolnice. W okresie pozytywizmu zaczęły się również pojawiać zdecydowane postawy antyfeministyczne. Do autorów krytykujących czy wprost zwalczających emancypację kobiet należeli Bolesław Prus (umiarkowana krytyka w Kronikach Tygodniowych czy Emancypantkach), Antoni Jaksa-Marcinkowski, czy biskup Karol Antoni Niedziałkowski (Nie tędy droga, szanowne panie! Studium o emancypacji kobiet).  

### Początek XX w.

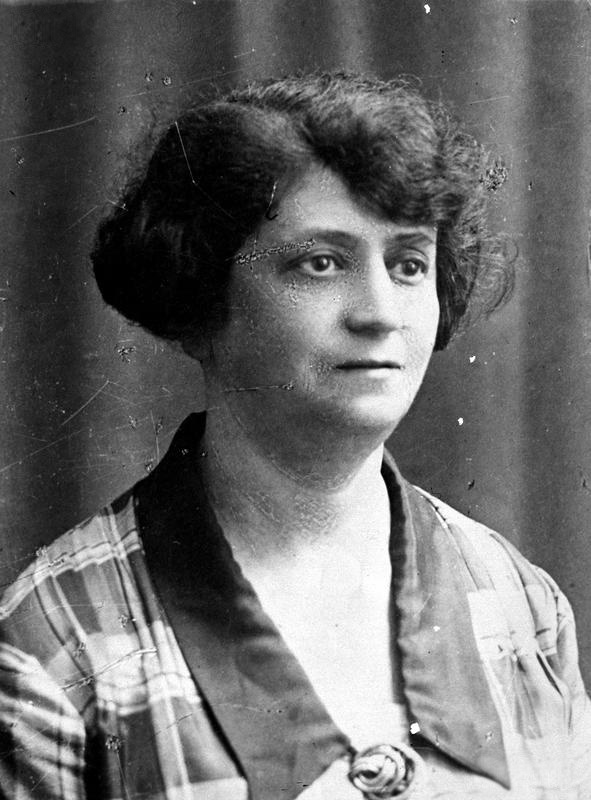
Dorota Kłuszyńska, polska socjalistka i feministka, działaczka Polskiej Partii Socjalno-Demokratycznej Galicji i Śląska Cieszyńskiego

Na przełomie XIX i XX w. zaczęły ukazywać się pierwsze czasopisma bezpośrednio poświęcone tematyce równouprawnienia kobiet: „Ster” (1895) i „Nowe Słowo” (1902). Wokół tych pism kształtuje się środowisko ruchu kobiecego i powstają pierwsze organizacje. 19 października 1905 odbył się w Warszawie Pierwszy Zjazd Związku Kobiet Polskich. We wcześniejszych latach w poszczególnych zaborach, odbywały się mniejsze i nieoficjalne zjazdy (pierwszy w 1891 w Warszawie). W latach 1905–1907 działał w Warszawie Związek Polski Równouprawnienia Kobiet, pierwsza organizacja feministyczna na ziemiach polskich. Środowisko feministyczne było jednak podzielone pod względem politycznym i światopoglądowym, co doprowadziło do powstania dwóch nowych organizacji: Polskiego Stowarzyszenia Równouprawnienia Kobiet (działało w latach 1907–1914) i Związku Równouprawnienia Kobiet Polskich (1907-1914).  
Środowiska feministyczne włączyły się w coraz aktywniejszą działalność politycznej Polaków pod zaborami.  
Wiele postulatów feministycznych cieszyło się poparciem zarówno stronnictw lewicowych, jak i narodowych. Były jednak traktowane jako drugorzędne wobec kwestii niepodległości Polski. Zarówno socjaliści, jak i endecy wskazywali często, że feministki ze swoimi hasłami mają „nie przeszkadzać” czy nie przedkładać interesów kobiet nad dobro narodu.  
Dorota Kłuszyńska w 1902 przystąpiła do zorganizowania robotnic i żon górników w ramach Polskiej Partii Socjalno-Demokratycznej Galicji i Śląska Cieszyńskiego w osobnym, filialnym stowarzyszeniu (ok. 30 kół z 2000 członkiń). Inicjowała też pierwszą krajową konferencję kół kobiecych 15 października 1907 w Orłowej i weszła do powołanego tam Obwodowego Komitetu Agitacyjnego. Pod koniec roku objęła redakcję „Głosu Kobiet”, pierwszego polskiego pisma socjalistycznego dla kobiet. W 1910 delegowana na II Międzynarodową Konferencję Kobiet Socjalistek w Kopenhadze, weszła Sekretariatu Kobiecego Drugiej Międzynarodowówki. W myśl uchwały Kongresu w 1911, organizowała w Galicji i na Śląsku Cieszyńskim pierwsze obchody Międzynarodowego Dnia Kobiet pod hasłem równouprawnienia i przygotowała specjalną broszurę Dlaczego kobiety walczą o prawa polityczne (Kr. 1912). Wydała firmowaną przez PPSD jednodniówkę „Dzień Kobiet” (Frysztat-Bogumin 1914). Inicjując socjalistyczny ruch kobiecy, Kłuszyńska zasadniczo nie była zwolenniczką ich odrębnej organizacji
W zaborze rosyjskim feministki podnosiły kwestie kobiece podczas wyborów do I Dumy (1906). Organizowały spotkania z kandydatami i posłami do Dumy czy Sejmu Galicji, wysyłały do nich petycje, zapraszały na spotkania i wiece. Petycja postulująca przyznanie kobietom praw wyborczych została podpisana przez cztery tysiące kobiet i przekazana posłowi do Dumy Leonowi Petrażyckiemu. Napisane wspólnie z Jadwigą Petrażycką-Tomicką wystąpienie Petrażyckiego w Dumie (1906) spotkało się z rozgłosem, ale nie przyniosło zmian prawnych. Pomimo braku praw wyborczych, w 1908 lwowski Związek Równouprawnienia Kobiet wysunął kandydaturę Marii Dulębianki na posła miasta Lwowa. Otrzymała ona 511 głosów (410 mężczyzn i 101 kobiet), jednak głosy nie zostały uznane za ważne.  

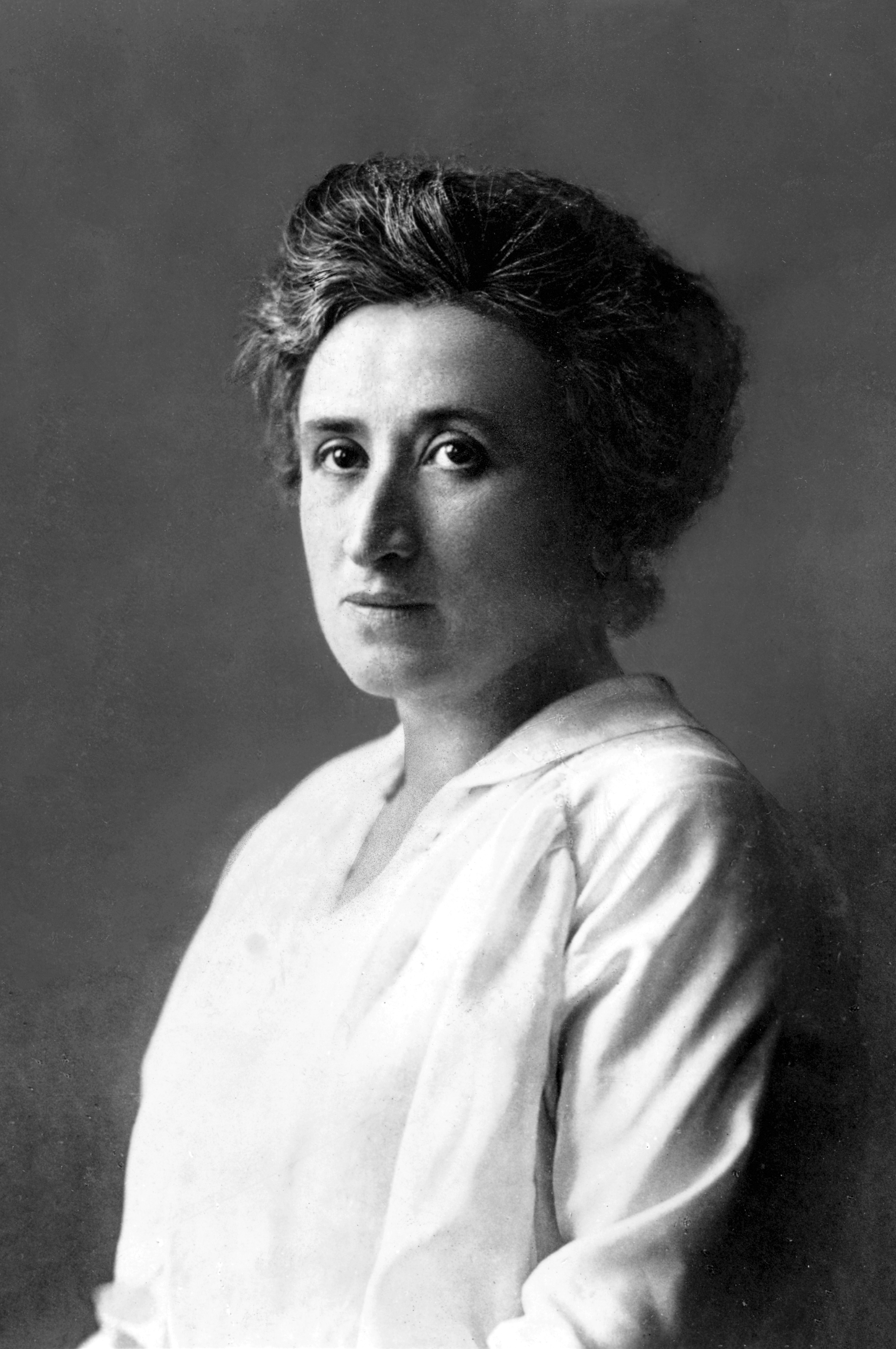
Róża Luksemburg zwracała uwagę na domową nieodpłatną pracę kobiet

Obok kwestii praw wyborczych, feministki tego okresu zajmowały się również tematyką edukacji kobiet, dopuszczenia ich do studiów wyższych, problemami ekonomicznymi i równouprawnieniem w dysponowaniu majątkiem i w możliwościach zarabiania. Pojawiły się hasła walki z patriarchatem, rozumianym jako utrwalona instytucjonalnie i ekonomicznie dominacja mężczyzn w społeczeństwie. Za istotny problem społeczny uznawana była prostytucja, opisywana jako ostateczne zniewolenie i upodlenie kobiet.  
Jedną z bardziej rozpoznawalnych polskich działaczek kobiecych była Róża Luksembuerg, która nie przedstawiła tego argumentu wprost, to jej obrona praw kobiet łączyła się z ostrą krytyką systemu kapitalistycznego, który postrzegał pracę domową, tj. pracę tradycyjnie wykonywaną przez kobiety, jako nieproduktywną, a także w którym kobietom z proletariatu brakowało podstawowych praw politycznych. Dlatego, gdy belgijscy socjaldemokraci zgodzili się na sojusz z partią liberalną, rezygnując tym samym z żądania praw wyborczych dla kobiet, Luksemburg potępiła porozumienie w najostrzejszych słowach. Twierdziła, że prawa wyborcze dla kobiet nie tylko poprawią ogólną reprezentację demokratyczną, ale także „wyczyszczą duszącą atmosferę obecnego, filisterskiego życia rodzinnego, które tak bezbłędnie odbija się na członkach naszej partii”.  

### Dwudziestolecie międzywojenne
Odzyskanie niepodległości przez Polskę oznaczało zasadniczą zmianę w działalności ruchu kobiecego. Nie tylko mógł on działać w otwartej formie i bez podziałów na zabory, ale również dlatego, że kobiety uzyskały prawa wyborcze.  
W 1917 środowiska polskie zaczęły prace nad projektami ustaw ustrojowych. W tych pierwszych projektach (projekt konstytucji Tymczasowej Rady Stanu czy projekt ordynacji Centralnego Komitetu Narodowego) prawa wyborcze przyznane zostały wyłącznie mężczyznom. Zaktywizowało to działaczki feministyczne do aktywniejszego nawoływania do przyznania praw wyborczym kobietom. Wystosowywano petycje i listy, organizowano wiece. 8–9 września 1917 odbył się trójzaborowy Zjazd Kobiet poświęcony tej kwestii. 5 stycznia 1918 powołano Centralny Komitet Polityczny Równouprawnienia Kobiet. Utworzony 7 listopada 1918 Tymczasowy Rząd Ludowy Republiki Polskiej, z Ignacym Daszyńskim na czele, w Manifeście do ludu polskiego deklarował przyznanie praw wyborczym „bez różnicy płci”. Centralny Komitet wysłał do Józefa Piłsudskiego delegację (Justyna Budzińska-Tylicka i Maria Chmieleńska). 28 listopada 1918 Piłsudski, jako Tymczasowy Naczelnik Państwa, przyznał w dekrecie o ordynacji wyborczej prawa wyborcze bez różnicy płci; postanowienia te zostały utrzymane przez konstytucję marcową. Pierwszymi Polkami zasiadającymi w polskim parlamencie zostały Gabriela Balicka, Jadwiga Dziubińska, Irena Kosmowska, Maria Moczydłowska, Zofia Moraczewska, Anna Piasecka, Zofia Sokolnicka oraz Franciszka Wilczkowiakowa.  

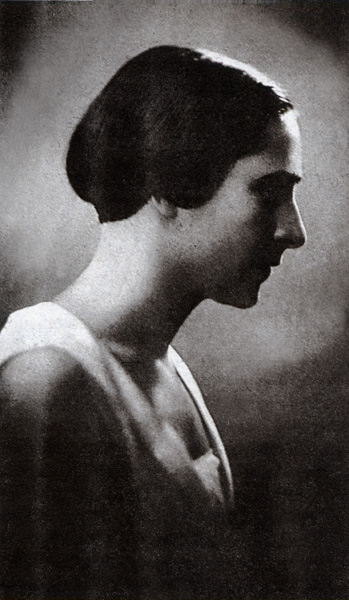
Irena Krzywicka, polska pisarka, propagatorka świadomego macierzyństwa, antykoncepcji i edukacji seksualnej

W związku z realizacją najważniejszego punktu programu feministycznego, ruch zaczął poszukiwać nowych celów działania. Pojawiły się również głosy, że kobiety osiągnęły już pełną emancypację wraz z prawami wyborczymi. Róża Melcerowa wyraziła to przekonanie słowami: Feminizm (...) faktycznie skończył się w tych narodach, w których osiągnął swój cel: społeczne i polityczne równouprawnienie (1938).  
Podobnie jak w poprzednich okresach, dużą rolę w ewolucji idei feministycznych i kierunków ruchu kobiecego odegrały pisarki. Przez cały ten czas szczególnie aktywna była Zofia Nałkowska (debiut w 1898) podejmująca tematykę feministyczną w swoich powieściach i działalności publicystycznej. W latach 20. XX wieku polski feminizm zaczął formułować bardziej radykalne hasła, związane nie tylko z równouprawnieniem, ale dążeniem do głębokich zmian społecznych. Takie działaczki jak Irena Krzywicka i Maria Morozowicz-Szczepkowska domagały się wyzwolenia kobiet z emocjonalnej zależności od mężczyzn (tzw. „walka z pojęciem miłości”) jako jedynym środkiem do osiągnięcia indywidualnej niezależności. Krzywicka i Tadeusz Boy-Żeleński propagowali świadome macierzyństwo, edukację seksualną, prawo do rozwodu, legalizację aborcji i całkowite równouprawnienie płci. Krzywicka od 1926 opublikowała cykl artykułów feministycznych w dodatku do „Wiadomości Literackich” pt. Życie świadome, Żeleński napisał wiele artykułów (m.in. Brewerie 1926, Dziewice konsystorskie 1929, Piekło kobiet 1930, Zmysły, zmysły 1932, Nasi okupanci 1932), w których protestował przeciwko „wtrącaniu się” Kościoła rzymskokatolickiego w intymne życie Polaków. Zarówno Krzywicka jak Żeleński byli bardzo aktywnymi autorami, propagującymi idee feminizmu w całej Polsce. Również takie pisarki jak Ewa Szelburg-Zarembina w sposób niedosłowny przemycały w swoich treściach postawy emancypacyjne.  
Wśród jednych z najbardziej aktywnych działaczek feministycznych znalazła się lekarka Justyna Budzińska-Tylicka. Była pionierką w dziedzinie propagowania higieny i zdrowia kobiecego. W latach 1910–1912 jako lekarka i higienistka współpracowała z pensją dla dziewcząt Popielewskiej-Roszkowskiej w Warszawie. W tym samym mieście współorganizowała Towarzystwach Kolonii Letnich dla Kobiet Pracujących. W 1926 ufundowała Zrzeszenie Lekarek Polskich i została jego wiceprezeską. W 1931 założyła i prowadziła w Warszawie pierwszą w Polsce klinikę świadomego macierzyństwa. Szpital ten utrzymywał liczne kontakty międzynarodowe z postępowymi i feministycznymi środowiskami lekarskimi. Była autorką m.in. prac: Higiena kobiety i kwestie społeczne z nią związane (Warszawa, 1909), która była efektem odczytów organizowanych przez Związek Równouprawnienia Kobiet Polskich, i Świadome macierzyństwo (Warszawa, 1935). Była również zwolenniczką pełnego prawa do przerwania ciąży przez kobietę.  

### PRL
Po zakończeniu II wojny sytuacja kobiet polskich znacznie różniła się od sytuacji kobiet w Europie Zachodniej i Stanach Zjednoczonych. Utworzona w 1944 Polska Ludowa propagowała emancypację kobiet w rodzinie i pracy zawodowej. Ten okres charakteryzował się pojawieniem masowej propagandy, która głosiła pełne równouprawnienie płci i wzywała kobiety do włączenia się do produkcji przemysłowej i skolektywizowanego rolnictwa (popularny był wówczas slogan: Kobiety na traktory!).  
Istotnym momentem było zalegalizowanie przez Sejm aborcji w 1956, czemu towarzyszyło nowe nasilenie „pro-aborcyjnego” ruchu i polemiki ze środowiskami katolickimi.  
W ramach feminizmu i poprawiania sytuacji zawodowej kobiet, w 1976 władze wprowadziły o wiele krótszy staż zawodowy potrzebny do przejścia na emeryturę niż dla mężczyzn, zaś legalizacja aborcji nastąpiła w PRL prawie 20 lat wcześniej, niż w USA i Francji (lecz później niż w krajach skandynawskich). Formalnie zagwarantowano równouprawnienie płci, a edukacja seksualna była stopniowo wprowadzana do szkół podstawowych; zalegalizowano też środki antykoncepcyjne. Zła jakość środków antykoncepcyjnych spowodowała rozpowszechnienie aborcji jako metody kontroli urodzeń. PRL tolerowała „ograniczony” oficjalny feminizm marksistowski, zajmujący się głównie analizą sytuacji kobiet z punktu widzenia marksizmu i propagujący zdjęcie z kobiet ciężaru obowiązków rodzinnych i domowych, aby aktywniej włączyły się w pracę zawodową. Zachodni feminizm był krytykowany i przedstawiany prześmiewczo lub jako przejaw degeneracji Zachodu. Ten czarny wizerunek feminizmu, mającego dążyć do konfliktu płci prezentowała m.in. popularna komedia Seksmisja (1983). Kontakty z zachodnią myślą feministyczną były mocno ograniczone. W 1972 ukazało się tłumaczenie Drugiej płci Simone de Beauvoir, a w 1982 antologia zachodniego feminizmu Nikt nie rodzi się kobietą pod redakcją Teresy Hołówki. Obie te książki były do końca PRLu podstawowym źródłem wiedzy o feminizmie poza Polską. 

### III Rzeczpospolita
Sytuacja kobiet zmieniła się po upadku PRL w 1989, gdy nowa demokratyczna Polska została skonfrontowana z „zachodnim” feminizmem „drugiej fali”, przeciwko któremu ostro wystąpił Kościół rzymskokatolicki. Pojawiły się środowiska wprost nazywające się feministycznymi, które nawiązywały do zachodniego feminizmu. W latach 1993-1997 ukazywało się nieregularnie pierwsze czasopismo feministyczne Pełnym Głosem. Od 1999 ukazuje się czasopismo Zadra. 
Od 1989 powstały liczne organizacje feministyczne, zajmujące się sprawami społecznymi lub próbujące wpływać na politykę. Zaczęto organizować kobiece festiwale i manifestacje, z których najważniejsza jest cykliczna Manifa. Od 2009 cyklicznie organizowany jest też Kongres Kobiet. 

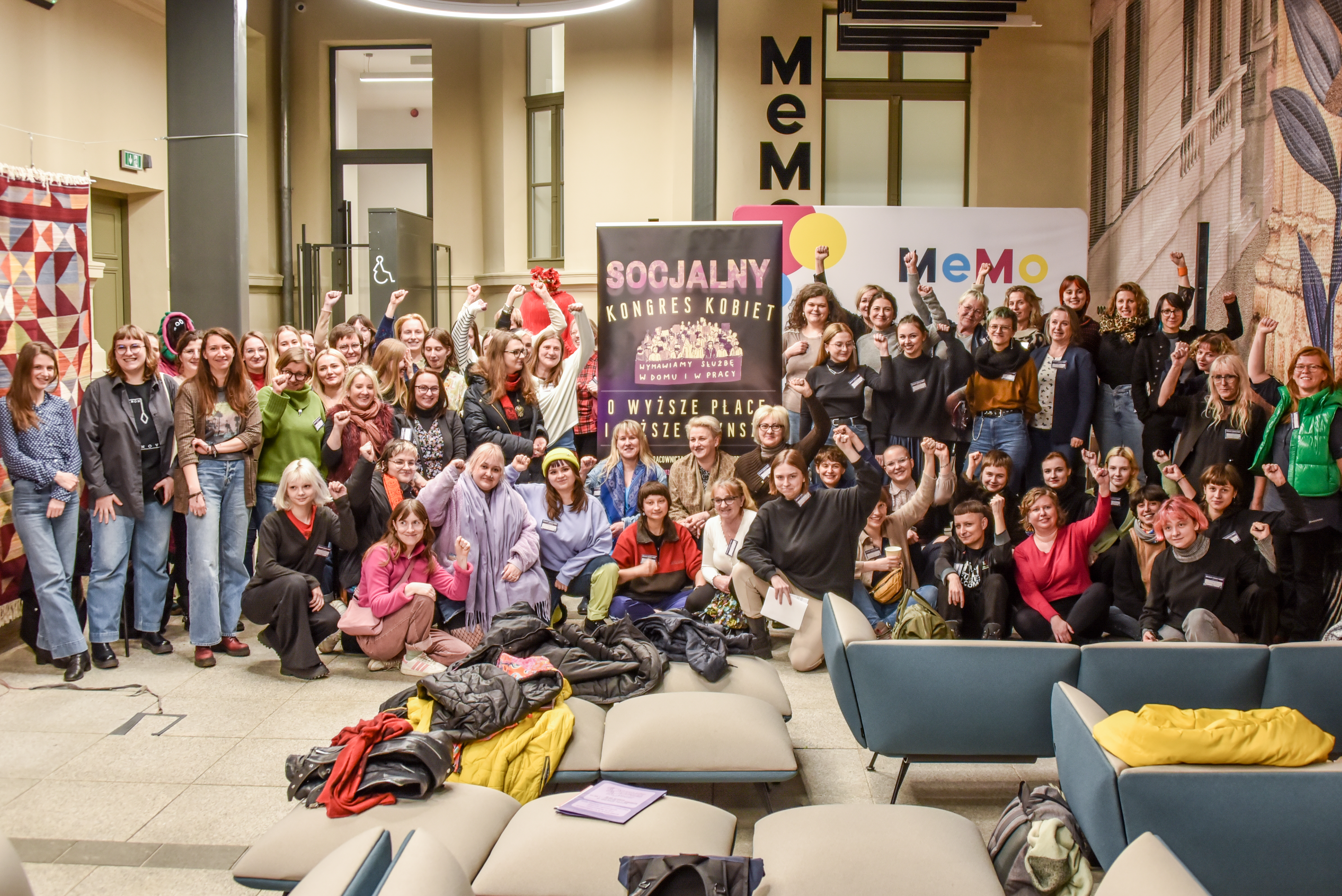
Uczestniczki IV Socjalnego Kongresu Kobiet, który miał miejsce 11–12 marca 2023 Łodzi

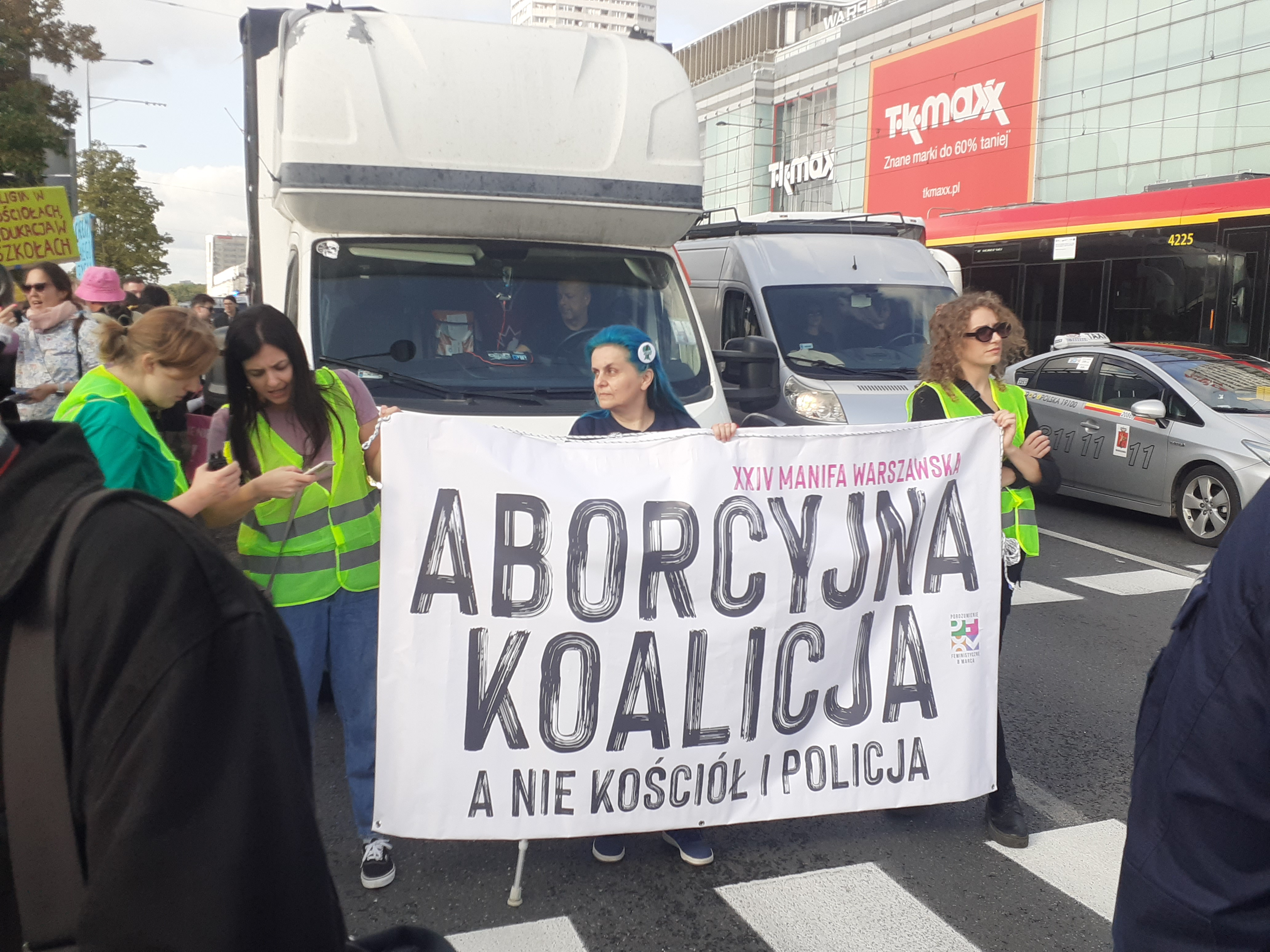
Manifa w Warszawie z 30 września 2023

W polskiej polityce po 1989 pojawiło się wiele głosów w ramach ruchu feministycznego, często różniących się mocno w poglądach czy otwarcie skonfliktowanych. W 2007 Manuela Gretkowska założyła Partię Kobiet (w latach 2016-2022 jako Inicjatywa Feministyczna), która należała do Koalicji Europejskich Partii Feministycznych. Ugrupowanie nie zdobyło jednak nigdy większego poparcia i finalnie rozwiązano je w 2020.
Feministki lewicowe, odcinające się od feministyczno-liberalnej Partii Kobiet, działają lub działały w takich organizacjach i partiach jak Porozumienie Kobiet 8 Marca, Pracownicza Demokracja, Racja Polskiej Lewicy, Polska Partia Socjalistyczna czy Młodzi Socjaliści.  
Feminizm jest jedną z podstaw działania Partii Zielonych, która jako jedna z trzech w Polsce (obok Razem i Wiosny) przestrzega zasad parytetu: w ciałach wewnętrznych (partii przewodzi więc współprzewodnicząca i współprzewodniczący) oraz na listach wyborczych, gdzie dodatkowo kobiety otrzymują wszystkie miejsca nieparzyste (w tym pierwsze).  
Również w innych partiach działały polityczki uznawane za feministki, np. Izabela Jaruga-Nowacka (Unia Pracy), Minister polityki społecznej w okresie 2004-2005. Jej córka Barbara Nowacka również działa na rzecz praw kobiet. Tak samo europosłanka Sylwia Spurek, która walkę o prawa kobiet łączy z walką o prawa zwierząt oraz propagowaniem weganizmu. Wśród innych zaangażowanych polityczek można wymienić m.in. Agnieszkę Dziemianowicz-Bąk czy Darię Gosek-Popiołek.  
Ruch kobiecy jest również obecny w związkach zawodowych. Na rzecz polepszenia sytuacji kobiet na rynku pracy działa m.in. Ogólnopolskie Porozumienie Związków Zawodowych, a także Ogólnopolski Związek Zawodowy „Inicjatywa Pracownicza”. Natomiast od 2018 organizowany jest Socjalny Kongres Kobiet, który ma stanowić platformę wymiany doświadczeń i budowania świadomości wspólnoty interesów pracownic różnych zawodów, a także być alternatywą dla Kongresu Kobiet, oskarżanego o elitaryzm oraz klasizm. Jego pierwszą edycję zorganizowały pracownice poznańskich żłobków oraz działaczki Wielkopolskiego Stowarzyszenia Lokatorów.  

#### Obszary działań
Wiele organizacji i działań związanych było z prawami reprodukcyjnymi kobiet. Duże sukcesy odniosła organizacja Rodzić po Ludzku zajmująca się poprawą warunków porodów.
Inną kwestią zajmującą ważną dla polskiego feminizmu było prawo do aborcji. Kiedy 7 stycznia 1993 parlament przyjął ustawę zabraniającą aborcji z wyjątkiem przesłanek embriopatologicznych, zagrożenia życia lub zdrowia kobiety, bądź powstania ciąży w wyniku czynu zabronionego, polski feminizm przyjął inne umiarkowane strategie, zapożyczone głównie z amerykańskiego ruchu pro-choice z lat 80. Tego typu strategia okazała się nieefektywna: kompromis aborcyjny okazał się jak dotąd niepodważalny, edukacja seksualna została w praktyce usunięta ze szkół, a od 1998 wycofano dofinansowanie antykoncepcji z budżetu państwa. Z czasem strategia polskiego feminizmu wydawała się zmieniać. Pojawiły się nowe feministyczne książki: Świat bez kobiet Agnieszki Graff (2001) wskazały na współczesne zjawisko dyskryminacji kobiet w Polsce; Milczenie owieczek. Rzecz o aborcji Kazimiery Szczuki (2004), bezkompromisowo broniło prawa do aborcji. Ewa Dąbrowska-Szulc wyraziła konieczność zmiany: „Wiele straciliśmy dając sobie wciąż lekcje »uładzonego« języka”.  
Zdaniem przedstawicielek organizacji pozarządowych Biuro Pełnomocnika Rządu ds. Kobiet i Rodziny opracowało dokument, w którym pominięto tak ważne zagadnienia, jak zdrowie kobiet, prawa zapisane w ustawodawstwie i ich przestrzeganie, rola kobiet w rodzinie i przemoc wobec kobiet. Z tego powodu organizacje kobiet przygotowały własny raport na konferencję ONZ w Pekinie w 1995. Oprócz tych problemów, które są powszechnie znane (bezrobocie, obciążenie obowiązkami domowymi w stopniu znacznie większym niż mężczyźni, gorsze wynagrodzenie) uwzględniono też problemy rzadziej poruszane. Autorki raportu uważały, że w Polsce występuje dość często niewłaściwy sposób traktowania kobiet w szpitalach położniczych, który jest przykładem przemocy instytucjonalnej. Cała procedura ma na celu pozbawienie kobiet ich indywidualności, a przez to wymuszenie uległości i biernego poddania się wszystkim zabiegom, przeprowadzonym często bez zgody zainteresowanej. Autorki projektu twierdziły, że gwałty na kobietach traktowane są przez polskie sądy jak incydenty obyczajowe wynikłe z prowokacyjnego zachowania się kobiet, a nie jak przestępstwa. Podczas rozprawy kobieta musi udowodnić, że nie robiła nic, co mogłoby sprowokować gwałt. W raporcie poruszono też problem kobiet o orientacji homoseksualnej. Autorki raportu uważają, że lesbijki są w Polsce dyskryminowane. Nie mają możliwości zawierania związków małżeńskich i z tego powodu nie mogą skorzystać z prawa do wspólnego opodatkowania, co mają zapewnione pary heteroseksualne. Nie mogą też dziedziczyć po sobie i pozbawione są możliwości podejmowania jakiejkolwiek decyzji za partnerkę w przypadku jej choroby. Lesbijki mężatki często są szantażowane przez swoich mężów tym, że ich orientacja seksualna zostanie ujawniona rodzinie lub w miejscu pracy. Przy rozwodzie, jeżeli zostanie ujawniona ich homoseksualność, tracą prawa rodzicielskie, a dzieci pozostają przy ojcu. Zdaniem autorek raportu na taki stan olbrzymi wpływ ma Kościół katolicki, który „poprzez swój dogmatyzm i brak tolerancji wobec homoseksualności” budzi u lesbijek poczucie zagrożenia ze względu na jego olbrzymi wpływ na społeczeństwo. Poprzez wmawianie osobom homoseksualnym ich winy wywołuje u nich problemy psychiczne, nerwicę i poczucie grzechu.  